# Pavol Hammel
Pavol Hammel (* 7. prosinec 1948, Bratislava) je slovenský hudebník a zpěvák.
Pochází z muzikantské rodiny. V útlém věku ho k hudbě přivedl jeho otec, houslista Slovenského národního divadla. Na jeho popud studoval hru na housle. Jako člen orchestru ŽUS (Železničářského uměleckého souboru) hrával na veřejných vystoupeních lidovky, klasiku a moderní taneční písně.
V roce 1963, kdy začal hrát na kytaru, založil bigbeatovou skupinu Prúdy. První píseň v skupině Prúdy s názvem Spievam si pieseň složil o dva roky později. V roce 1967 začal se skupinou Prúdy hrát Marián Varga. V tu dobu se kolem kapely Prúdy již pohybují textaři Kamil Peteraj a Boris Filan, se kterými spolupracuje dodnes. Od roku 1972 nahrál Pavol Hammel s Mariánem Vargou 5 samostatných alb. Hostoval také na albech Collegium Musicum (Konvergencie, Divergencie, On a ona).
V roce 1976 absolvoval Právnickou fakultu UK v Bratislavě. Působil, mimo jiné, také ve slovenském hudebním vydavatelství Opus.
Dne 28. července 1976 měl Hammel být na palubě letadla Il-18 na letu ČSA č. 001 z Prahy do Bratislavy. Po předchozí oslavě se ale dostavil na letiště (dle vlastních slov) poněkud unaven. Následně se mu podařilo v letištní hale usnout, a nevzbudilo ho ani několikeré upozornění na „last call“ místním rozhlasem. Díky tomu, že let zmeškal, se však podruhé narodil. Letadlo totiž o půl hodiny později po sérii chyb dispečera i posádky havarovalo. Po pádu do bratislavského jezera Zlaté piesky zahynulo 76 z celkem 79 lidí na palubě.
V roce 1994 založil vlastní promotérskou agenturu. Pavol Hammel byl také uveřejněn na seznamech spolupracovníků Státní Bezpečnosti, StB v kategorii důvěrník, krycí jméno "Právnik", evidenční číslo 20 044, viz Necenzurované Noviny č. 04/2000.
Pavol Hammel je nejen úspěšným zpěvákem, skladatelem a hudebním producentem, ale věnuje se i výtvarnému umění. Je podruhé ženatý, z prvního manželství má dvě dcery Veroniku (zvaná Kika) a Lindu. Obě jeho dcery si zkusily dráhu zpěvačky.

## Ocenění
- 1978 – Zlatá Bratislavská lyra, hudba k písni Študentská láska, kterou interpretovala Marika Gombitová, text písně napsal Kamil Peteraj
- 1988 – Bronzová Bratislavská lyra, hudba k písni Dnes je láska príťaž, kterou interpretovala hudební skupina Nika, text písně napsal Jozef Augustín Štefánik
- 2009 Cena Pavla Straussa, za rok 2008, Nitra [1]

## Diskografie
- Zvoňte, zvonky (1969; Prúdy s Mariánem Vargou)
- Pokoj vám (1969, vydáno až v roce 1998)
- Pavol Hammel a Prúdy (1970)
- Som šťastný, keď ste šťastní (1972)
- Zelená pošta (1972; s Mariánem Vargou a Radimem Hladíkem)
- Šľahačková princezná (1973)
- Hráč (1975)
- Na II. programe sna (1976; s Mariánem Vargou a Radimem Hladíkem)
- Stretnutie s tichom (1978)
- Cyrano z predmestia (1978; studiová skupina Vivat s Mariánem Vargou)
- Faust a margaréty (1980)
- Vrabec vševed (1979)
- On a ona (1979; j.h. skupiny Collegium Musicum)
- Čas malín (1981)
- Dnes už viem (1983)
- Čierna ovca, biela vrana (1985)
- Verejná lyrika (1987)
- Všetko je inak (1989; s Mariánem Vargou)
- Labutie piesne (1993; s Mariánem Vargou a Radimem Hladíkem)
- Život je… (1997)
- Prúdy 1999 (1999; s Mariánem Vargou)
- Cyrano z predmestia (1999)
- Šálka čaju (rarity 1.) (2002)
- Starí kamoši (2002)
- Kreditka srdca (2004)
- Déjá vu (live) (2007; s Radimem Hladíkem)
- Desiata komnata (2008)
- Everest (2009; soundtrack)
- Nočná galéria (2011)
- The Best of Pavol Hammel (2011)
- Live (2013)
- Srdce bez anjela (2020)
- Kam a za čím (2024)